# Solenopsis maxima
Attopsis maxima
Espèce
Synonymes
- †Attopsis maxima Förster, 1891

Solenopsis maxima est une espèce fossile de fourmis piqueuses de la famille des Formicidae, de la sous-famille des Myrmicinae, de la tribu des Solenopsidini et du genre Solenopsis.

## Classification
L'espèce Solenopsis maxima est décrite en 1891 par le paléontologue et entomologiste allemand Bruno Förster (1852-1924) sous le protonyme Attopsis maxima,. 

### Fossiles
Selon Paleobiology Database en 2023, le nombre de collections fossiles référencées est de deux :
- Oligocène inférieur ou Rupélien : une collection de France, de Brunnstatt dans le département du Haut-Rhin en Alsace, décrite en 1891 par Bruno Förster[1] et une d'Allemagne, de Kleinkembs, en Bade-Wurtemberg, décrite en 1937 par Nicolas Théobald[3],[2].

### Renommage
L'espèce Attopsis maxima est renommée Solenopsis maxima en 1937 par le paléontologue français Nicolas Théobald (1903-1981), renommage repris en 2012 par le myrmécologue anglais Barry Bolton .

### Étymologie
L'épithète spécifique maxima signifie en latin « le plus grand ». 

## Description

### Caractères
La diagnose de Nicolas Théobald de 1937, : 

« Echantillon : R724. Coll Mieg. Musée de Bâle. Kleinkembs.
Insecte de couleur brun-jaunâtre.
Tête arrondie, légèrement transversale ; deux yeux latéraux placés vers le milieu de la tête ; vertex noirâtre ; face déprimée, claire, finement poilue ; deux antennes coudées, scape allongé, funicule pluriarticulé. Cou net. thorax ovale, rétréci à l'arrière, même structure que dans Solenopsis majus mais de forme plus arrondie. coloration brunâtre sur pro- et mésonotum, brun clair sur cutellum et mésopleures, foncée sur le segment médiaire. Pétiole formé de deux articles, légèrement renflés en nœud, le premier plus long que le second. Abdomen arrondi, légèrement allongé en ovale; cinq segments. Pattes fines et longues ; deux éperons encore visibles à l'extrémité du tibia III. ».

### Dimensions
La longueur totale est de 10,7 mm. La tête a une longueur de 1,3 mm et une largeur de 1,5 mm. Le thorax a une longueur de 4,2 mm et une largeur de 3 mm. Le pétiole a une longueur de 1,5 mm et une largeur de 0,7 mm. L'abdomen a une longueur de 3,75 mm et une largeur de 1,3 mm.

### Affinités
« Très voisin de Solenopsis majus, mais le thorax est plus arrondi, ainsi que la tête.
Cette espèce fut décrite de Brunnstatt par Förster, sous le nom d'Attopsis maxima. La description et la figuration de Förster ne permettent pas de reconnaître les caractères génériques. C'est pourquoi nous l'avons reprise ici. On connaît de Kleinkembs au moins vingt-sept échantillons de cette espèce : N° R232, 814, 458, 192a, 12 + 516, 696, 546, 322, 628, 666, 263, 85, 136, 574, 27, 538, 117, 388, 772, 728, 95, 96, 250, 469, 165, 128 et 479. ».

### Publication originale
- [1891] (de) Bruno Förster, « Die Insekten der "Plattigen Steinmergels" von Brunstatt », Abhandlungen zur Geologischen Specialkarte von Elsass-Lothringen, vol. Band 3, no 1,‎ 1891, p. 335-593.